# Chinook (Washington)
Chinook és una concentració de població designada pel cens dels Estats Units a l'estat de Washington. Segons el cens del 2000 tenia 457 habitants.

## Demografia
Segons el cens del 2000, Chinook tenia 457 habitants, 210 habitatges, i 137 famílies. La densitat de població era de 173 habitants per km².
Dels 210 habitatges en un 20,5% hi vivien nens de menys de 18 anys, en un 56,7% hi vivien parelles casades, en un 6,7% dones solteres, i en un 34,3% no eren unitats familiars. En el 31% dels habitatges hi vivien persones soles l'11,9% de les quals corresponia a persones de 65 anys o més que vivien soles. El nombre mitjà de persones vivint en cada habitatge era de 2,18 i el nombre mitjà de persones que vivien en cada família era de 2,71.
Per edats la població es repartia de la següent manera: un 19,3% tenia menys de 18 anys, un 4,4% entre 18 i 24, un 20,6% entre 25 i 44, un 32,6% de 45 a 60 i un 23,2% 65 anys o més.
L'edat mediana era de 48 anys. Per cada 100 dones de 18 o més anys hi havia 93,2 homes.
La renda mediana per habitatge era de 30.417 $ i la renda mediana per família de 40.000 $. Els homes tenien una renda mediana de 40.568 $ mentre que les dones 20.625 $. La renda per capita de la població era de 17.198 $. Aproximadament el 13,2% de les famílies i el 18,2% de la població estaven per davall del llindar de pobresa.

## Poblacions més properes
El següent diagrama mostra les poblacions més properes.